# Ronde van Vlaanderen 2023
De Ronde van Vlaanderen werd in 2023 verreden op zondag 2 april. De VRT zond van 9.15 uur tot en met 19.00 live uit met eerst de mannenkoers en aansluitend het slot van de vrouwenkoers. De winnaar bij de mannen was de Sloveen Tadej Pogačar, bij de vrouwen won de Belgische Lotte Kopecky voor het tweede jaar op rij.

## Mannen
Voor de mannen was het de 107e editie. Titelverdediger was de Nederlander Mathieu van der Poel; hij werd opgevolgd door Tadej Pogačar.

### Parcours
De start was in Brugge en de finish in Oudenaarde. Het parcours was 273,4 kilometer, 900 meter langer dan de vorige editie.

### Uitslag
| Plaats | Naam                 | Ploeg                 | Tijd     |
| ------ | -------------------- | --------------------- | -------- |
| 1      | Tadej Pogačar        | UAE Team Emirates     | 6u12'07" |
| 2      | Mathieu van der Poel | Alpecin-Deceuninck    | + 16"    |
| 3      | Mads Pedersen        | Trek-Segafredo        | + 1'12"  |
| 4      | Wout van Aert        | Team Jumbo-Visma      | z.t.     |
| 5      | Neilson Powless      | EF Education-EasyPost | z.t      |
| 6      | Stefan Küng          | Groupama-FDJ          | z.t.     |
| 7      | Kasper Asgreen       | Soudal Quick-Step     | z.t.     |
| 8      | Fred Wright          | Bahrain Victorious    | z.t      |
| 9      | Matteo Jorgenson     | Movistar Team         | + 1'19"  |
| 10     | Matteo Trentin       | UAE Team Emirates     | + 2'49"  |

## Vrouwen
De 20e Ronde van Vlaanderen voor vrouwen werd verreden op zondag 2 april 2023. De wedstrijd werd net als voorgaande jaren live uitgezonden en de finish was gepland na de finish van de mannen. Lotte Kopecky was de titelverdedigster en slaagde erin haar titel te prolongeren.

### Parcours
De start en finish waren in Oudenaarde, de Ronde telde dit jaar 156,6 kilometer. Dat was 2,4 kilometer minder dan de vorige editie.

### Verloop
De eerste beslissende gebeurtenissen kwamen op gang rond de Koppenberg. Daar kwam wereldkampioene Annemiek van Vleuten ten val en verloor veel tijd toen ze wachtte op een nieuwe fiets.
Op een van de steilste stroken van de berg moesten de rensters een voet aan de grond zetten op niet op de kasseien te vallen. De meesten gingen daardoor te voet de helling op. Slechts enkelen, namelijk Marlen Reusser, Silvia Persico (UAE Team ADQ) en SD Worx-rensters Lorena Wiebes en Lotte Kopecky slaagden erin op hun fiets te blijven.
Op de Taaienberg viel Wiebes af van de Kopgroep. Enkele kilometers later moest ook Reusser het onderspit delven op de Oude Kruisberg. Uiteindelijk bleven enkel Persico en Kopecky over.
Op de Oude Kwaremont viel Kopecky aan op Persico. Zo behaalde zij een voorsprong die ze 20 kilometer zou volhouden, om uiteindelijk solo over de eindmeet te komen. Haar ploegmaat Demi Vollering won de sprint voor de tweede plaats.

### Deelnemende ploegen
Alle vijftien UCI Women's World Tour-ploegen van dit seizoen namen deel, aangevuld met negen continentale teams met elk zes rensters, uitgezonderd C Human Powered Health, Israel Premier Tech Roland en Zaaf Cycling Team die met vijf rensters aan de start verschenen, wat het aantal deelneemsters op 141 bracht.
| UCI World Tour teams | UCI World Tour teams                                                                      | Overige teams |
| --- | ----------------------------------------------------------------------------------------- | --- |
| Canyon-SRAM DSM EF Education-TIBCO-SVB FDJ-Suez Fenix-Deceuninck Human Powered Health Israel Premier Tech Roland Jayco AlUla | Liv Racing Xstra Movistar Team Jumbo-Visma Team SD Worx Trek-Segafredo UAE Team ADQ Uno-X | AG Insurance-Soudal Quick-Step Ceratizit-WNT Cofidis Duolar-Chevalmeire Lifeplus Wahoo Lotto Dstny Ladies Parkhotel Valkenburg Proximus-Alphamotorhomes-Doltcini Zaaf Cycling Team |

### Uitslag
| Plaats | Naam                 | Ploeg            | Tijd     |
| ------ | -------------------- | ---------------- | -------- |
| 1      | Lotte Kopecky        | Team SD Worx     | 4u11'21" |
| 2      | Demi Vollering       | Team SD Worx     | + 36"    |
| 3      | Elisa Longo Borghini | Trek-Segafredo   | z.t.     |
| 4      | Silvia Persico       | UAE Team ADQ     | z.t.     |
| 5      | Katarzyna Niewiadoma | Canyon-SRAM      | z.t.     |
| 6      | Juliette Labous      | Team DSM         | z.t.     |
| 7      | Marlen Reusser       | Team SD Worx     | z.t.     |
| 8      | Shirin van Anrooij   | Trek-Segafredo   | + 44"    |
| 9      | Anna Henderson       | Team Jumbo-Visma | + 2'40"  |
| 10     | Arlenis Sierra       | Movistar Team    | + 3'38"  |

1913 · 
1914 · 
1915 · 
1916 · 
1917 · 
1918 · 
1919 · 
1920 · 
1921 · 
1922 · 
1923 · 
1924 · 
1925 · 
1926 · 
1927 · 
1928 · 
1929 · 
1930 · 
1931 · 
1932 · 
1933 · 
1934 · 
1935 · 
1936 · 
1937 · 
1938 · 
1939 · 
1940 · 
1941 · 
1942 · 
1943 · 
1944 · 
1945 · 
1946 · 
1947 · 
1948 · 
1949 · 
1950 · 
1951 · 
1952 · 
1953 · 
1954 · 
1955 · 
1956 · 
1957 · 
1958 · 
1959 · 
1960 · 
1961 · 
1962 · 
1963 · 
1964 · 
1965 · 
1966 · 
1967 · 
1968 · 
1969 · 
1970 · 
1971 · 
1972 · 
1973 · 
1974 · 
1975 · 
1976 · 
1977 · 
1978 · 
1979 · 
1980 · 
1981 · 
1982 · 
1983 · 
1984 · 
1985 · 
1986 · 
1987 · 
1988 · 
1989 · 
1990 · 
1991 · 
1992 · 
1993 · 
1994 · 
1995 · 
1996 · 
1997 · 
1998 · 
1999 · 
2000 · 
2001 · 
2002 · 
2003 · 
2004 · 
2005 · 
2006 · 
2007 · 
2008 · 
2009 · 
2010 · 
2011 · 
2012 · 
2013 · 
2014 · 
2015 · 
2016 · 
2017 · 
2018 · 
2019 · 
2020 · 
2021 · 
2022 · 
2023 · 
2024
Lijst van beklimmingen
Tour Down Under ·
Great Ocean Road Race ·
Ronde van de Verenigde Arabische Emiraten ·
Omloop Het Nieuwsblad ·
Strade Bianche ·
Parijs-Nice · 
Tirreno-Adriatico · 
Milaan-San Remo ·
Ronde van Catalonië ·
Classic Brugge-De Panne ·
E3 Saxo Bank Classic ·
Gent-Wevelgem ·
Dwars door Vlaanderen ·
Ronde van Vlaanderen ·
Ronde van het Baskenland ·
Parijs-Roubaix ·
Amstel Gold Race ·
Waalse Pijl ·
Luik-Bastenaken-Luik ·
Ronde van Romandië ·
Eschborn-Frankfurt ·
Ronde van Italië ·
Critérium du Dauphiné ·
Ronde van Zwitserland ·
Ronde van Frankrijk ·
Clásica San Sebastián ·
Ronde van Polen ·
BEMER Cyclassics ·
Renewi Tour ·
Ronde van Spanje ·
Bretagne Classic ·
GP van Quebec ·
GP van Montréal ·
Ronde van Lombardije ·
Ronde van Guangxi
Tour Down Under ·
Cadel Evans Great Ocean Road Race ·
Ronde van de Verenigde Arabische Emiraten ·
Omloop Het Nieuwsblad ·
Strade Bianche ·
Ronde van Drenthe ·
Trofeo Alfredo Binda-Comune di Cittiglio ·
Brugge-De Panne ·
Gent-Wevelgem ·
Ronde van Vlaanderen ·
Parijs-Roubaix ·
Amstel Gold Race ·
Waalse Pijl ·
Luik-Bastenaken-Luik ·
La Vuelta España Femenina ·
Itzulia Women ·
Ronde van Burgos ·
RideLondon Classic ·
Ronde van Zwitserland ·
Giro Donne ·
Tour de France Femmes ·
Ronde van Scandinavië ·
GP de Plouay-Bretagne ·
Simac Ladies Tour ·
Ronde van Romandië ·
Ronde van Chongming ·
Ronde van Guangxi
Afgelaste wedstrijden: The Women's Tour ·
Postnord Vårgårda WestSweden